# Фонтан (Дюшан)
Фонтан (англ. Fountain, фр. Fontaine) — наиболее известный реди-мейд, представленный Марселем Дюшаном в 1917 году, который является обыкновенным писсуаром с подписью «R.Mutt» (Р. Дурак). Он был представлен как «фонтан» для выставки Общества независимых художников. Произведение Дюшана не было официально отклонено комитетом из-за правила, по которому у художников, заплативших взнос, все работы должны были быть приняты; однако на показ работа не была выставлена. «Фонтан» был продемонстрирован и сфотографирован в студии Альфреда Стиглица. Фото было опубликовано в журнале The Blind Man, однако оригинал считается утерянным. «Фонтан» считается важной вехой направления искусства XX века и признан британскими специалистами величайшим произведением своей эпохи. Сегодня в нескольких музеях представлены копии писсуара.

## Создание
Почти за два года до создания «Фонтана» Марсель Дюшан прибыл в США, где был вовлечён во фрондёрское антихудожественное культурное движение «Дада» в Нью-Йорке. По одной из версий предполагается, что создание «Фонтана» началось, когда Дюшан при сопровождении художника Джозефа Стелла и коллекционера произведений искусства Уолтера Аренсберга приобрел стандартную модель писсуара производства J. L. Mott Iron Works на пятой авеню 118. Дюшан принёс писсуар в свою студию, повернул его на 90 градусов от нормального положения, подписав: «R. Mutt 1917». По другой версии, в 1917 году Дюшан отправил письмо своей сестре, где указывал, что одна из его подруг под псевдонимом Ричард Мутт подарила ему фарфоровый писсуар в качестве скульптуры. Дюшан никогда не признавал сотрудничества в создании своей работы, однако два человека называли себя соавторами: дадаистка Фрейтаг-Лерингховен и Аллен Нортон, который опубликовал в журнале The Blind Man эссе, посвящённое «Фонтану» Дюшана.
Когда Дюшан входил в состав совета общества независимых художников, вокруг «Фонтана» разгорелись горячие споры, так как остальные члены не знали, кто был автором «Фонтана». В результате было решено не допускать произведение до выставки. В знак протеста Дюшан ушёл из совета.
Второй выпуск журнала Тhe Blind Man описывал споры известных дадаистов (Беатрис Вуд, Вальтера Аренсберга) относительно того, можно ли считать работу Дюшана искусством. В частности Беатрис отметила следующее:
Не имеет значения, сделал ли Мистер Мутт (Дюшан) фонтан своими руками или нет. Он ВЫБРАЛ именно его. Он взял непримечательный предмет обихода и расположил композиционно так, что с новым названием и под новым углом зрения пропало его старое утилитарное назначение, сформировав тем самым новое понимание объекта.
В защиту работы Дюшана Беатрис добавила:
Единственный вид искусства, который США подарило миру — это сантехника и мосты.
Вскоре после демонстрации «Фонтана», он пропал. По предположению биографа Дюшана Кэлвика Томкинса, писсуар был выброшен как мусор.
Первая репродукция «Фонтана» была сделана Дюшаном в 1950 году, позже также в 1953 и 1963 годах. В 1964 году другими художниками было сделано восемь фонтанов-писсуаров. Произведения представлены в разных общественных фондах: Индианском университете в Блумингтоне, музее современного искусства Сан-Франциско, художественном музее Филадельфии, национальной галерее Канады, центре Помпиду и Тейт Модерне. Все восемь экспонатов были изготовлены из фаянса, походившие на оригинальный фарфор с чёрной подписью.
Сам Дюшан в ответ на то, что его произведение стало пользоваться высокой популярностью, через много лет ответил следующим образом:
Я швырнул им в лицо полку с писсуаром, и теперь они восхищаются их эстетическим совершенством.

## Предпосылка к созданию
Начало XX века считается эпохой радикальных перемен традиционного понятия идеалов и искусства. Так широкой популярностью стал пользоваться импрессионизм, было образовано более радикальное движение — дадаизм, суть которого заключалась в отрицании традиционного понятия рационализма и логики и последовательное разрушение какой бы то ни было эстетики. В Европе и Америке образовывались новые сообщества художников импрессионизма и дадаизма. Сам «фонтан» является видом тогда инновационного реди-мейда. Считалось, что самым радикальным вызовом традиционному искусству стал именно писсуар Дюшана, однако сам автор «Фонтана» не признавал в своём произведении искусство, а наоборот насмешкой над искусством как таковым и авангардом.

## Наследие
В декабре 2004 года в результате опроса среди британских профессионалов по искусству, работа Дюшана «Фонтан» была признана самым великим произведением XX века, набрав 64 % голосов и опередив тем самым картину Пикассо «Авиньонские девицы». Представители журнала The Independent отметили в 2008 году, что Дюшан таким образом изобрёл концептуальное искусство и «навсегда разорвал традиционную связь между трудом художника и заслугами за работу».
В ноябре 1999 года на аукционе Сотбис одна из восьми копий «Фонтана» 1964 года была продана за 1,7 миллиона долларов.

## Влияние
- В ноябре 1991 года Авдей Тер-Оганьян создал проект «Не Фонтан». Он предоставил возможность посетителям Галереи в Трёхпрудном переулке помочиться в писсуар Дюшана.
- В 1993 году Авдей Тер-Оганьян представил публике в Галерее в Трёхпрудном переулке работу «Проблемы реставрации произведений современного искусства»[22]. Авторский комментарий был следующим: «Я представил ситуацию, в которой „Фонтан“ Дюшана разбился. Как поступят музейные работники? Склеят старый, или купят новый. Думаю, они поступят самым нелепым образом — изготовят копию. А ведь дело не в конкретном предмете, а в идее. Дюшан даже оставил инструкцию, чтобы в музеях выставляли всегда обычную новую модель за три копейки — во избежание превращения „фонтана“ в ностальгический антиквариат»[22].
- Южноафриканский артист Кенделл Гирс приобрёл широкую известность после того, как в 1993 году во время выставки в Венеции помочился в «Фонтан»[23]. То же самое сделал шведский артист Бьёрн Кьельдтофт в 1999 году на выставке современного искусства в Стокгольме[24].
- В 2006 году 77-летний Пьер Пиночелли  был приговорён к трёхмесячному условному сроку и штрафу в размере 245 490 долларов[25][26] за уничтожение  писсуара молотком в Центре Помпиду[27]. По  утверждениям Пьера, таким образом он хотел «увеличить ценность писсуара».
- Сюжет полнометражного фильма «Отель „Белград“» от авторов сериала «Кухня»   строится вокруг похищения и повреждения фонтана Дюшана[28].